# الدوري المغربي لكرة القدم 1964–65
الدوري المغربي لكرة القدم 1964-1965 هو الموسم 9 من البطولة الوطنية المغربية لكرة القدم . يتنافس خلاله 14 من أفضل الأندية الوطنية المغربية.توج بهذا الموسم فريق المغرب الفاسي .

## الأندية المشاركة
- الرجاء الرياضي
- الوداد الرياضي
- الفتح الرباطي